# 모정의 강
《모정의 강》은 1997년 11월 3일부터 1998년 5월 2일까지 방영된 한국방송공사 TV 소설이다.
한편, 앞서 과거 TBC 화제작의 리메이크 드라마 《아씨》를 내보낼 예정이었으나 갑작스럽게 2TV 9시 주말극(38회부터 8시 주말드라마로 변경)으로 편성이 바뀌자 《모정의 강》이 대타로 들어갔다.

## 기획 의도
여러 가지 인연으로 함께 살게 된 사람들이 한 지붕 아래에 살며 친가족처럼 서로를 위해 가며 살아가는 모습을 그리는 드라마

## 등장 인물

### 주요 인물
- 박지영 : 김혜숙 역

미혼모의 딸로, 고아원에서 어렵게 자라나 굳은 의지로 성공하는 여인. 밑바닥에서 출발, 온갖 우여곡절 끝에 70년대 기성복 붐을 일으키는 기업인으로 성공한다. 밝고 긍정적인 성격으로 주차장 세차원, 간병인 등 온갖 어려움을 이겨나가 남대문 시장의 큰손, 보세공장 사장으로 변신한다.
- 김혜선 : 서명주 역

혜숙의 친구로, 고아원에서 자란 미8군 삼류가수. 어머니에게 버림받고 삼류가수, 나이트클럽 댄서로 타락하는 미혼모이다. 자신의 아기를 혜숙에게 맡긴 채 세상을 떠난다.
- 이창훈 : 최준식 역

법대생. 아버지를 간호하는 혜숙에게 호감을 느끼고 공부를 가르쳐주며 사랑을 시작하게 된다.
- 허준호 : 남경호 역

명동 극장의 문지기. 혜숙에게 연민의 정을 느낀다.

### 그 외 인물
- 남능미 : 평양댁 역 - 준식의 어머니, 봉제공장 운영
- 정영숙 : 나순임 역 - 혜숙의 생모, 백화점 여사장
- 남윤정 : 명주 모 역
- 주현 : 구둣방 주인 역
- 이영재 : 승태 역
- 김흥기
- 허윤정
- 남포동
- 문미봉
- 김봉근
- 김병세
- 강석우
- 나영희
- 신귀식 : 한철수 역
- 김혜옥 : 정화 역
- 사미자
- 여운계
- 이일웅
- 홍요섭
- 정종준
- 한인수
- 민재희
- 권현영 : 미경 역
- 김애란
- 신소미
- 강경헌
- 구본영 : 한여울 역
- 권이지 : 한정희 역
- 김태현 : 한재철 역
- 윤주상 : 한여울과 한정희와 한재철의 아버지 한태수 역
- 강우경
- 서윤재
- 강성진
- 구자미
- 이상인
- 김서형
- 박현정
- 이현미
- 이칸희
- 이은주
- 안홍진
- 김하균
- 전현

## 수상
- 1998년 이화여대 부설 가족문화연구회 가족문화상[1]

## 참고 사항
- 김혜선은 주인공 혜숙 역을 맡을 예정이었으나 결국 주인공의 친구인 명주 역을 맡는 것으로 결정되었다.[2]
- 미혼모였던 과거를 숨기는 어머니 등 미혼모들이 대거 등장하는 설정으로 비정상적인 가족관계를 묘사하여 비난을 받았다.[3]
- 20%대 후반의 시청률을 기록하며 전작 《초원의 빛》에 이어 인기를 끌었다.[4]